# Orcomen (Beòcia)
Orcomen (grec: Ορχομενός) és una vila i municipi del nord de la unitat perifèrica de Beòcia, a la regió de la Grècia Central. L'antiga ciutat, capital dels mínies, apareix sovint en les narracions de la mitologia grega. Està situada a la vora del riu Cefís, al nord de la plana Copaida.
L'actual municipi d'Orcomen és el resultat de la reforma territorial del 2011, que va unir dos municipis: l'antic Orcomen i la ciutat d'Akraifnia.

## Prehistòria
Les restes prehistòriques de cases circulars de 6 m de diàmetre trobades a Orcomen, es va pensar en un primer moment que eren neolítiques (investigacions de Bulle, 1907), però després es va veure que daten de començaments de l'edat del bronze (2800-1900 aC, segons estudis de Kunze, 1931 i Treuil, 1983). Les cases edificades posteriorment a aquest període tenen forma d'absis.
Durant l'edat del bronze, entre els segles XIV i XV aC, Orcomen va esdevenir una ciutat important i rica, de l'àmbit de la civilització micènica. Els vestigis del palau, que conserva pintures al fresc a les parets, i la gran tomba en forma de tolos són una prova de la riquesa d'aquesta ciutat en l'antiguitat. En aquella època, tenien un enginyós sistema hidràulic per a drenar el maresme que es formava quan sobreeixia el llac Copais. Com moltes altres ciutats de la costa Egea, Orcomen va ser incendiada i el palau destruït cap a l'any 1200 aC.

## Mitologia
El fundador d'Orcomen era Mínias, un descendent del rei Andreos, fill del riu Peneu i el país es va dir Andreis. Andreos va cedir part del territori a l'etoli Athamas, que va adoptar dos nets del seu germà Sísif; aquests nets, Haliart i Coroneos, van ser els fundadors de les ciutats d'Haliartos i Coronea. En la resta del territori, el va succeir el seu fill Etèocles, que fou l'introductor del culte de les Càrites a Grècia. A la mort d'Etèocles, la sobirania va quedar en mans de la família d'Almos o Halmos, el fill de Sísif.
Almos va tenir dues filles, Crise i Crisogenia. Chryse va tenir un fill amb el déu Ares, que es va dir Flègias, que va succeir molt jove a Etèocles i va donar al país el nom de Flegiàntida, del seu propi nom. Una branca de la gent va formar la sacrílega ètnia dels flegieus, que van intentar saquejar el temple de Delfos, però foren destruïts pels déus, excepte uns quants que van fugir a la Fòcida.
Flègies va morir sense fills i el va succeir Chryses, fill de Chrysogeneia i del déu Posidó, que fou el pare de Mínias.
Segons la llegenda, Orcomen era la capital dels mínies, nom que deriva del seu fundador Mínias, al qui van seguir des de Tessàlia. El va succeir el seu fill Orcomenos, que va donar el seu nom a la ciutat. Orcomen va dominar temporalment sobre Tebes i a la Guerra de Troia va enviar 30 vaixells, segons Homer.

## Història

### Història antiga
Va romandre un estat poderós, només sobrepassat per Tebes. Queronea fou una de les seves dependències. En les guerres mèdiques va fer aliança amb els perses, com la resta de ciutats, excepte Tèspies i Platea. L'any 427 aC va patir un terratrèmol.
El govern aristocràtic d'Orcomen va ser aliat de Tebes mentre el partit aristocràtic va governar en aquesta ciutat, però després de la Guerra del Peloponès, una revolució va donar el poder a Tebes al partit democràtic, i llavors Orcomen fou la seva rival. Lisandre d'Esparta va envair Tebes el 395 aC i Orcomen va enviar tropes per ajudar l'espartà en el setge d'Haliartos. El 394 aC, mentre totes les ciutats de Beòcia s'unien als tebans i als atenencs en la Batalla de Coronea, Orcomen va lluitar al costat d'Agesilau II. Els espartans van privar Tebes de la seva supremacia sobre les ciutats de Beòcia i, en la pau d'Antàlcides (387 aC), Tebes va haver de reconèixer la independència d'Orcomen de la lliga Beòcia així com de les altres ciutats de la lliga.

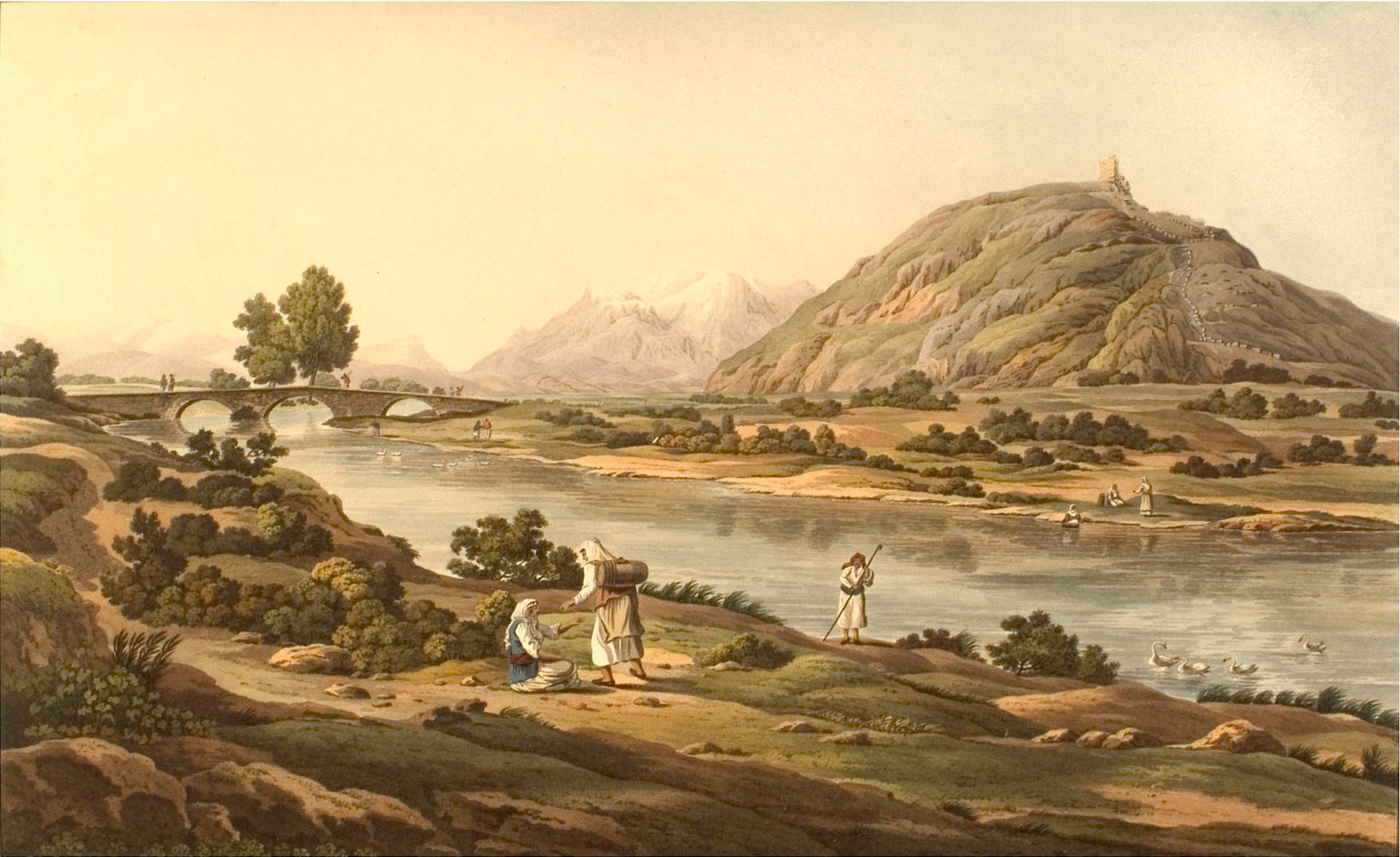
Ruines d'Orcomen, pintura d'Edward Dodwell, 1821

La Batalla de Leuctres (371 aC) va donar l'hegemonia a Tebes, però Epaminondes no va voler destruir Orcomen i va aconsellar readmetre la ciutat com a membre de la lliga Beòcia, però el 368 aC, absent Epaminondes, que era a Tessàlia, els tebans van destruir la ciutat amb l'excusa que 300 ciutadans d'Orcomen havien conspirat amb exiliats tebans per abolir la constitució democràtica de Tebes. Els 300 foren condemnats i la ciutat destruïda per un exèrcit enviat amb aquesta finalitat; tots els homes foren massacrats, i les dones i nens venuts com a esclaus.
La ciutat va restar en ruïnes per molt de temps. Els atenencs volien reconstruir-la per oposar-la a Tebes i probablement ho van fer durant la Guerra de la Fòcida o Guerra Sagrada, quan els focis van expulsar els tebans de la part nord de Beòcia. El 353 aC, el líder foci Onomarc dominava Orcomen i Coronea i, a l'any següent, Failos va ser derrotat a la vora d'aquestes ciutats. Les dues ciutats i la de Còrsies foren les places fortes de Beòcia des de les quals els focis van fer atacs devastadors contra la resta de Beòcia. La guerra es va acabar el 346 aC i Orcomen fou donada per Filip II de Macedònia als tebans, que van destruir la ciutat per segona vegada i van vendre els seus habitants com a esclaus. Però després de la derrota de tebans i atenencs a Coronea el 338 aC, la ciutat fou reconstruïda sota ordres de Filip II o d'Alexandre el Gran, si bé no va tornar a ser una ciutat important.
Durant la Primera Guerra mitridàtica s'hi va produir un enfrontament decisiu, la batalla d'Orcomen (85 aC), entre els romans de Luci Corneli Sul·la i els pòntics d'Arquelau. La ciutat va seguir la història general de Beòcia, en què les ciutats van entrar en decadència, i la majoria estaven en ruïnes en temps d'Estrabó (llevat de Tèspies i Tanagra).
S'hi celebrava una festa anomenada Agriònia en honor de Dionís, que consistia que un home en representació del déu Dionís havia de perseguir i caçar una dona. L'altra festa important de la ciutat era la Charitesia, en honor de les Càrites, i consistia en la celebració de jocs atlètics.

### Història moderna
Durant el període medieval, la ciutat decaigué i l'antic nom s'oblidà, i la vila passà a ser coneguda amb el nom de Skripú (en grec Σκριπού). S'organitzà com a municipi el 1835, just després de la Independència, amb diversos nuclis urbans i capital a Skripú, l'antiga Orcomen. Més tard, la seu municipal es desplaçà a la veïna Petromagula, i el 1921 se separaren les viles en dos nous municipis. El 1961 les dues viles, ja conurbades, s'unificaren en un sol municipi, reanomenat Orcomen (en grec Ορχόμενος) en honor de l'antiga ciutat, i els antics noms de Skripú i Petromagula passaren a funcionar com a noms de barriades.

## Estudis arqueològics

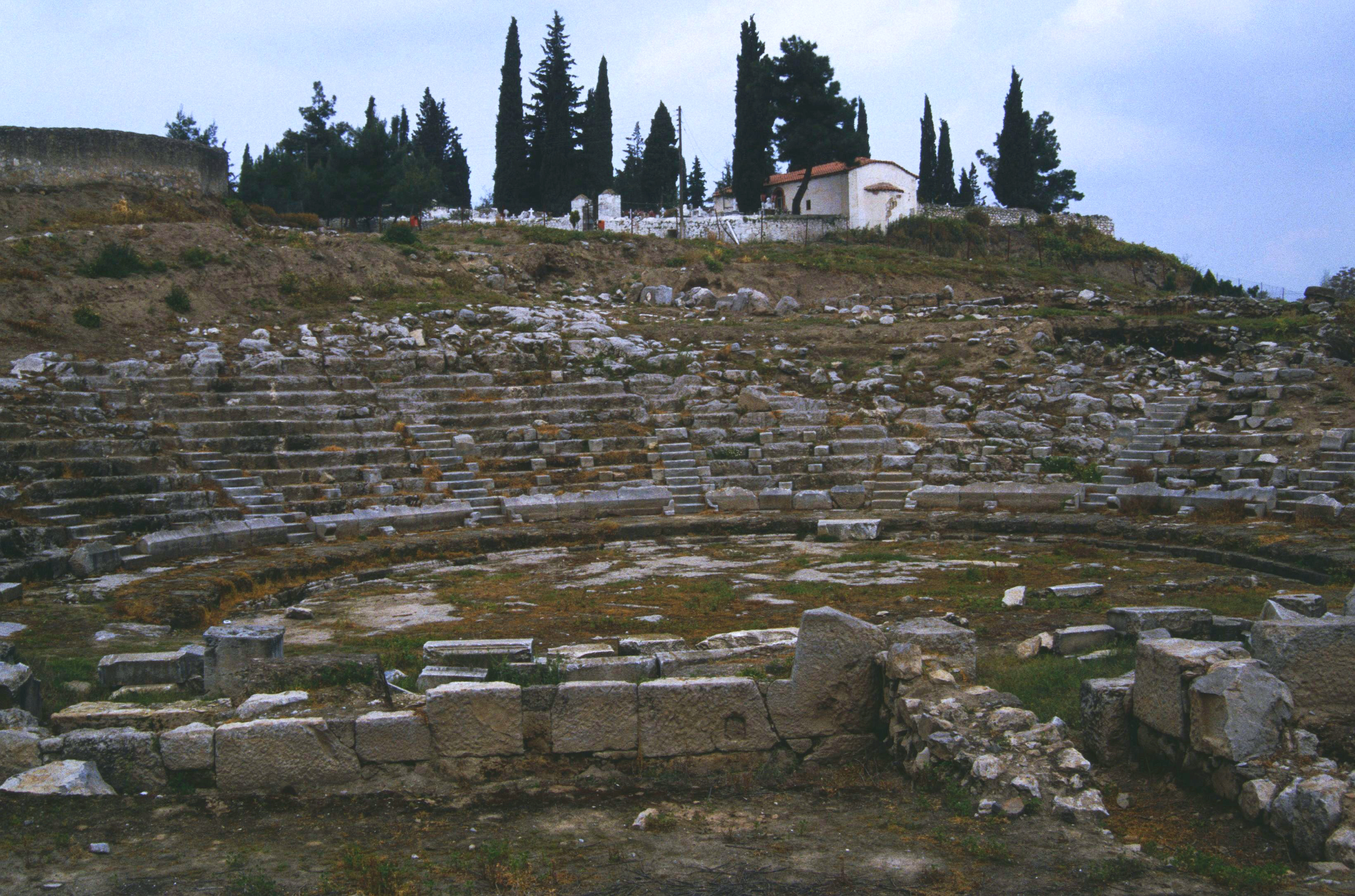
Antic teatre d'Orcomen

Entre 1880–86, Heinrich Schliemann va dirigir unes primeres excavacions (H. Schliemann, Orchomenos, Leipzig, 1881), que van revelar un tolos al qual va anomenar tomba de Minias, que pot ser equiparat en importància i estil a la "tresoreria d'Atreus" trobada a Micenes. El 1893, A. de Ridder va excavar fins a trobar el temple d'Asclepi i les restes d'una necròpoli romana. El 1903–05, un grup d'arqueòlegs bavaresos sota la direcció de Heinrich Bulle i Adolf Furtwängler van fer nous estudis al lloc. Els treballs d'investigació van continuar entre 1970–73 pels serveis arqueològics grecs guiats per Theodore Spyropoulos, i llavors es va descobrir el palau d'època micènica, un cementiri prehistòric, un antic amfiteatre incrustat en el vessat del mont Akontion i altres estructures.
Arran d'aquestes excavacions es va crear l'expressió ceràmica mínia per designar el tipus de terrissa específic que es va trobar aquí.

## Esglésies medievals
A Orcomen hi ha tres esglésies d'època medieval:
L'església Kóimisis tis Theotoku (en grec: Κοίμησις τῆς Θεοτόκου, «Assumpció de la Mare de Déu») va ser construïda l'any 873. Fundada pel protoespatari Lleó, va ser originàriament part del complex del monestir de 'Panàgia tes Skripoús' (Παναγία της Σκριπούς). La seva planta combina la creu grega amb cúpula amb el tipus d'edifici de basílica de tres naus. Els murs exteriors tenen guarniments procedents de l'antic temple de les Càrites, que descriu Pausànias.
L'altra església es diu Agios Nikolaos sta Kambia (en grec: Άγιος Νικόλαος στά Καμπιά, «Sant Nicolau dels Camps»); és als encontorns de la vila, i originàriament estava dedicat a Hosios Loukas (en grec: Όσιος Λούκας, «El piadós Lluc»). L'església de creu amb cúpula va ser construïda a la segona meitat del segle xi i està construïda, a diferència de la major part d'esglésies medievals de Grècia, no amb maons sinó amb blocs de marbre.
Finalment, la petita església d'Agios Sozon (en grec: Άγιος Σώζων, «Sant Salvador») va ser construïda al segle xii.

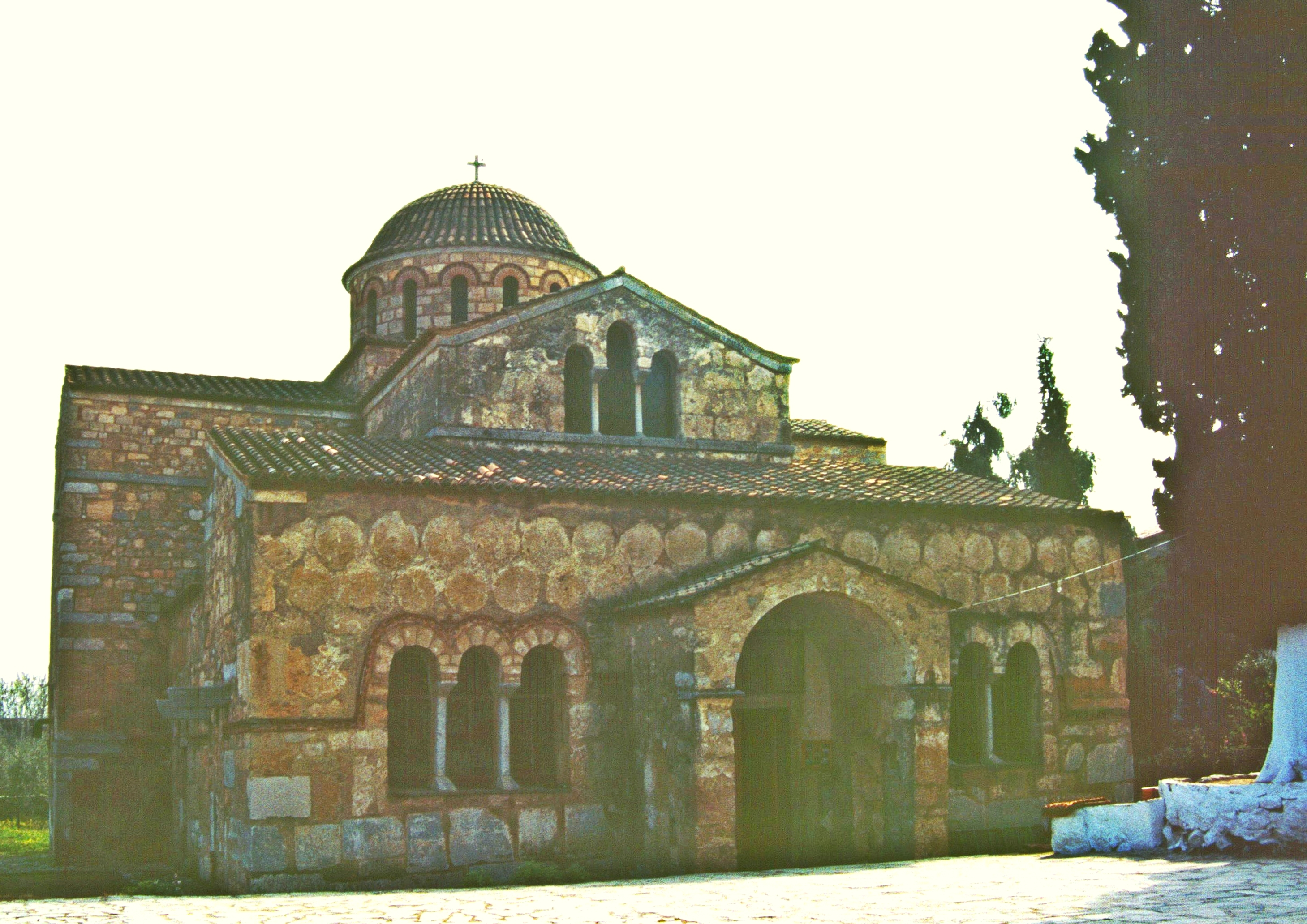
Kóimisis tis Theotókou
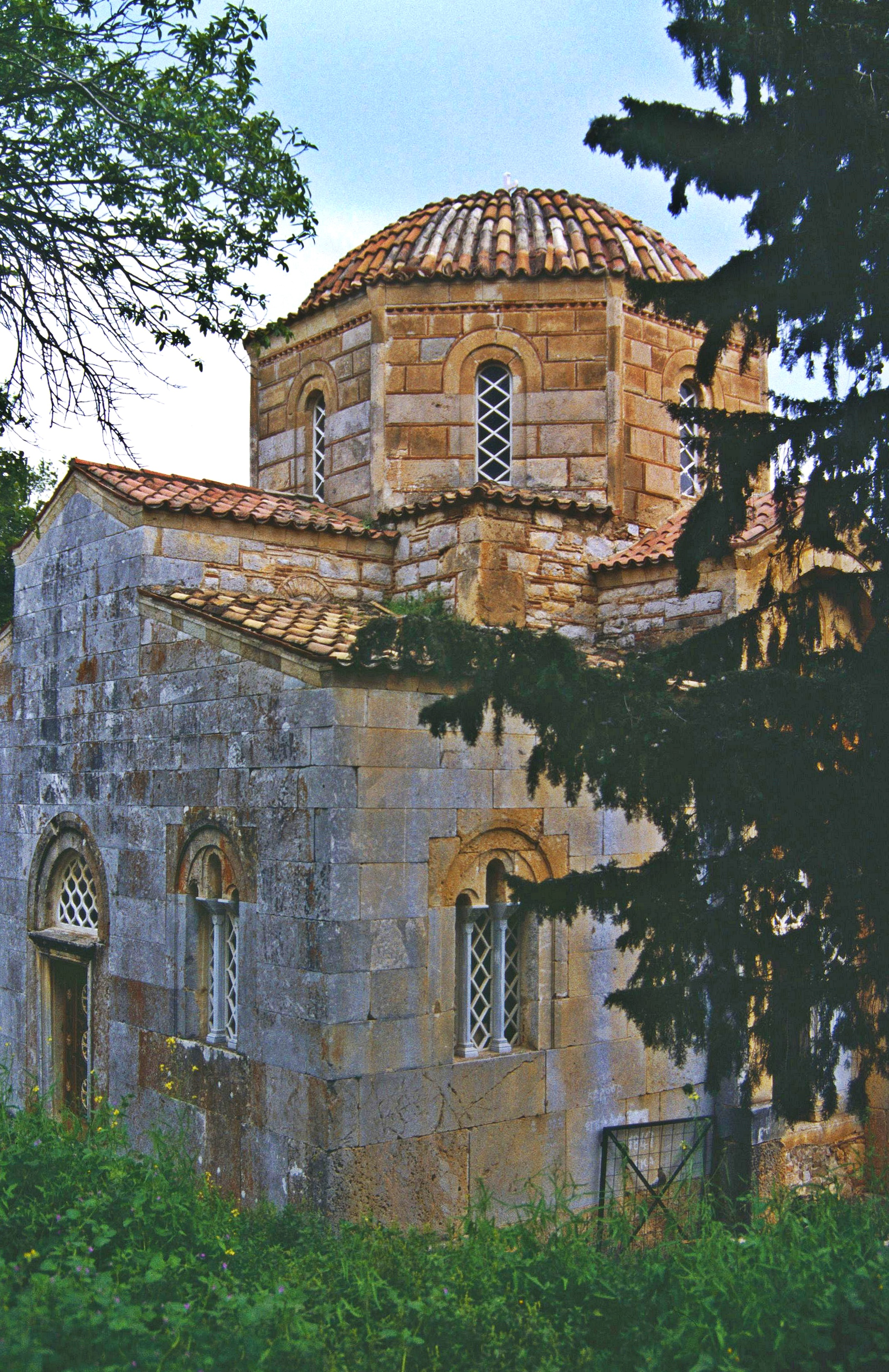
Ágios Nikólaos
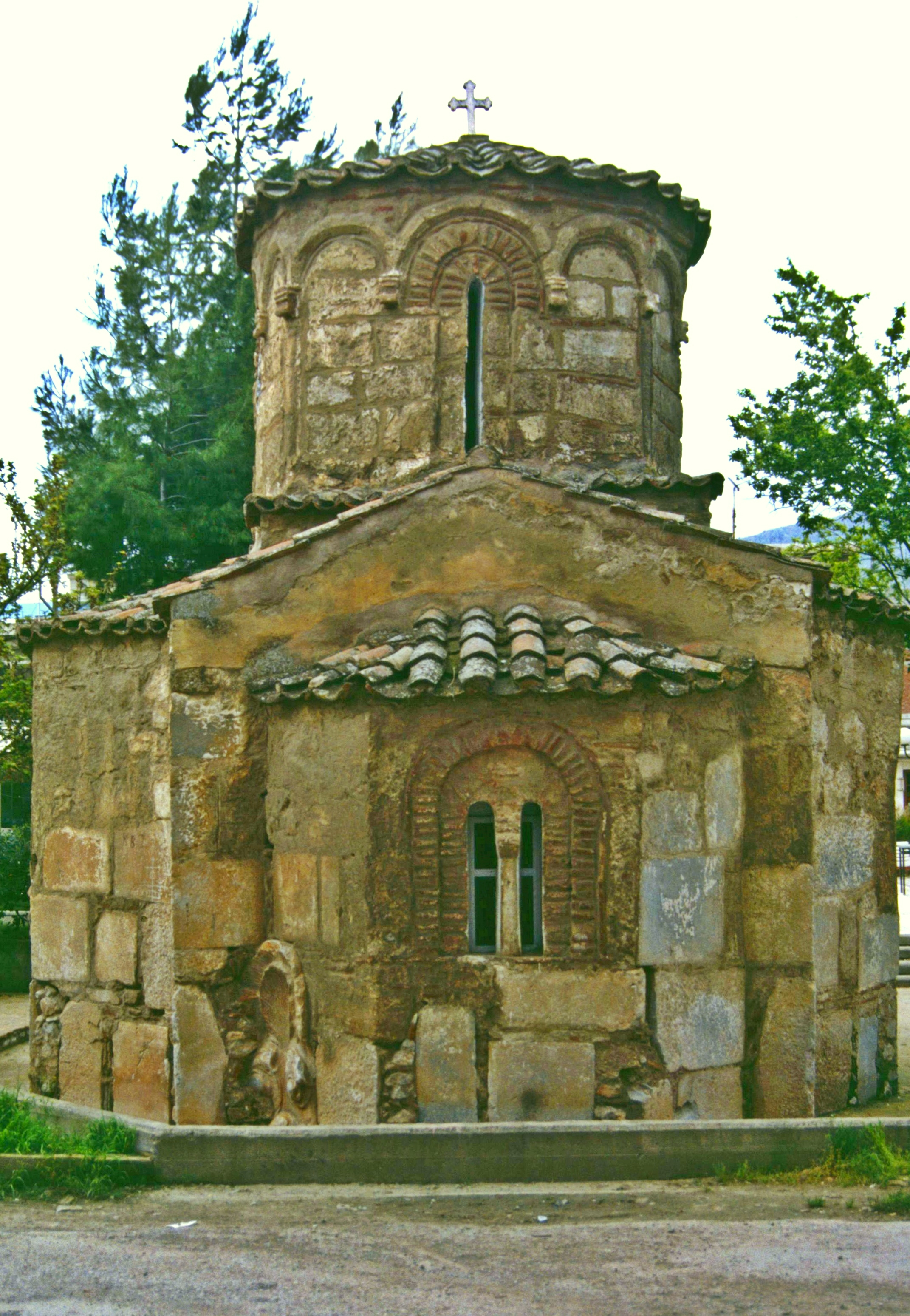
Ágios Sózon